# Santa María la Real de Nieva
Santa María la Real de Nieva település Spanyolországban, Segovia tartományban. Santa María la Real de Nieva Bernardos, Armuña, Añe, Anaya, Marazuela, Sangarcía, Muñopedro, Adanero, Martín Muñoz de las Posadas, Juarros de Voltoya, Melque de Cercos, Nieva, Ortigosa de Pestaño, Domingo García és Migueláñez községekkel határos. Lakosainak száma 885 fő (2024).

## Népesség
A település népessége az elmúlt években az alábbi módon változott:
| Lakosok száma | 1413 | 1322 | 1266 | 1214 | 1094 | 1052 | 1004 | 972  | 883  | 885  |
|               | 2001 | 2004 | 2007 | 2009 | 2012 | 2014 | 2017 | 2019 | 2022 | 2024 |

## Híres személyek

### Itt hunytak el
- I. Blanka navarrai királynő (1441)

### Helyben eltemetettek
- I. Blanka navarrai királynő[2]